# Mohamed Islam Bouglia
Mohamed Islam Bouglia ou Mohamed Islem Bouglia (arabe : محمد إسلام بوقلية), né le 26 juillet 1997 à Tunis, est un cycliste tunisien devenu triathlète handisport à la suite d'un accident de la route.

## Biographie
Mohamed Islam Bouglia est le fils de l'acteur et humoriste Chawki Bouglia,.
Il est champion arabe du contre-la-montre individuel cadets en 2013 ainsi que champion de Tunisie junior de course en ligne et de contre-la-montre en 2014. Le 7 octobre 2015, il est victime d'un accident de la route, nécessitant une opération le même jour conduisant à une amputation de la jambe.
Il est double champion d'Afrique de paratriathlon dans la catégorie PS2 (2017 et 2018).

## Palmarès
Le tableau présente les résultats les plus significatifs (podium) obtenus sur le circuit international de paratriathlon depuis 2017,.
| Année | Compétition                                      | Pays    | Position      |
| ----- | ------------------------------------------------ | ------- | ------------- |
| 2017  | Championnats d'Afrique de paratriathlon ATU PTS2 | Tunisie | Médaille d'or |
| 2018  | Championnats d'Afrique de paratriathlon ATU PTS2 | Maroc   | Médaille d'or |